# Calathea orbifolia
Calathea orbifolia là một loài thực vật có hoa trong họ Marantaceae. Loài này được (Linden) H.A.Kenn. mô tả khoa học đầu tiên năm 1982.

## Hình ảnh

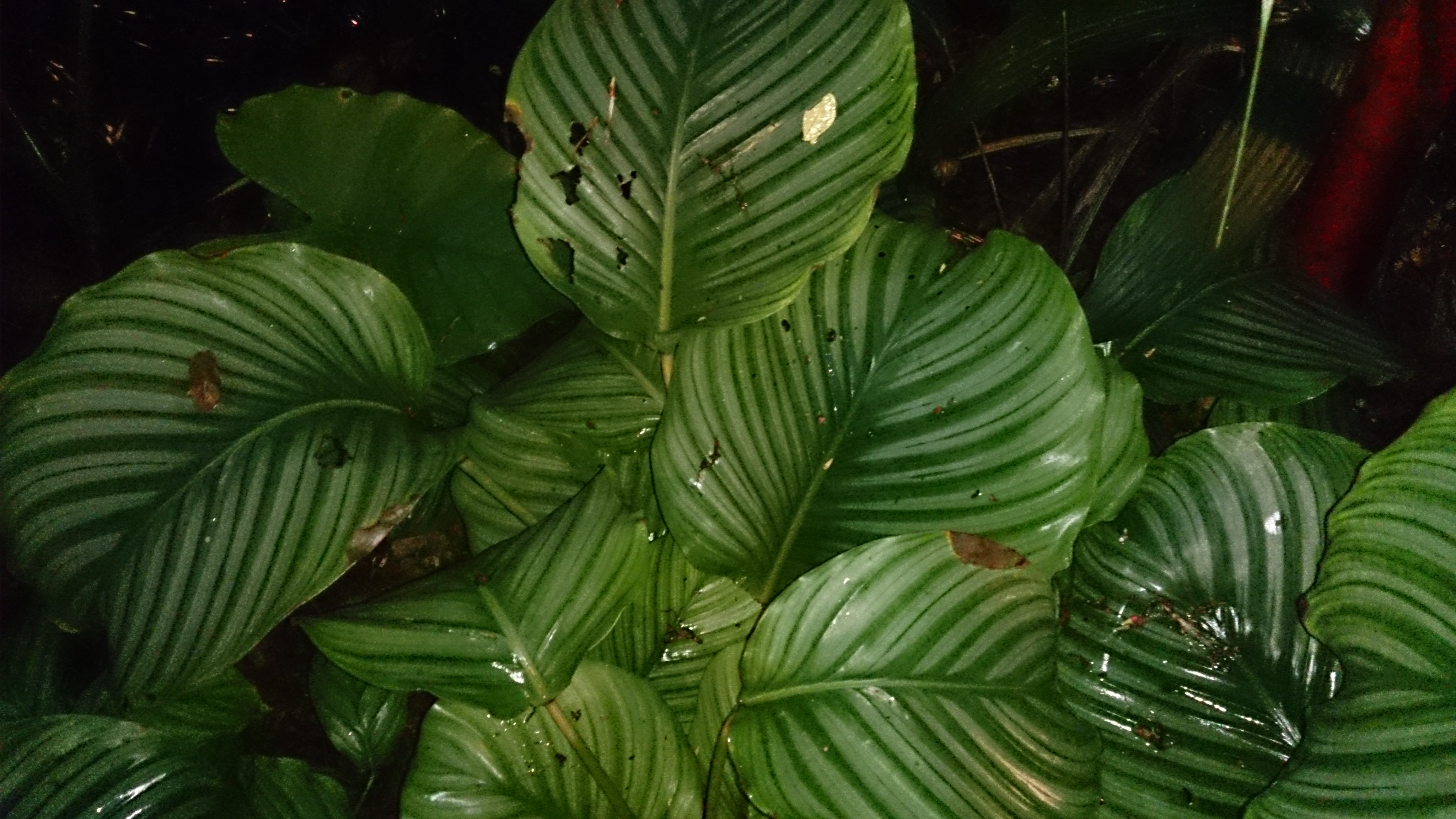